# بنجامین امکاپا
بنجامین امکاپا (انگلیسی: Benjamin Mkapa؛ زادهٔ ۱۲ نوامبر ۱۹۳۸ – درگذشتهٔ ۲۴ ژوئیه ۲۰۲۰) سیاستمدار سابق اهل تانزانیا بود.
وی سومین رئیس‌جمهور تانزانیا از سال ۱۹۹۵ تا ۲۰۰۵ بود، امکاپا همچنین از سال ۱۹۷۷ تا ۱۹۸۰ و ۱۹۸۴ تا ۱۹۹۰ وزیر امورخارجه، از سال ۱۹۹۰ تا ۱۹۹۲ وزیر اطلاعات و رسانه و از سال ۱۹۹۲ تا ۱۹۹۵ وزیر علوم، فناوری و تحصیلات عالی تانزانیا بوده‌است.